# ドジ井坂
ドジ井坂（ドジいさか）こと井坂 啓美（いさか ひろみ、1948年3月13日 - 2022年3月18日）は、（ハワイにおいて）日本の男性初代プロサーファー。神奈川県茅ヶ崎市出身。

## 経歴

### 生い立ち
茅ヶ崎市立西浜小学校、鎌倉学園中学校・高等学校を卒業後、大学受験に失敗。浪人生活を経て翌年拓殖大学に推薦入学するも半年で中退。プロサーファーへ。
中学校・高校ではバスケットボール部キャプテンを務める。
アメリカ文化に憧れ、洋書店でアメリカのスポーツ雑誌を立ち読みし、アメリカ文化センターに通う。
高校3年の文化祭ではバスケット部のキャプテンでありながら、「アメリカンフットボール研究会」を立ち上げる。
高校2年の夏にベニヤ板と木製竜骨組空洞サーフボードを自作、サーフィンを始める。
西野光夫らと茅ヶ崎のサーフィンクラブ「バーベリアンズ」を設立。
大学を半年で中退後、米国・カリフォルニアに渡り、サーフィン体験学習人生が始まる。
米国カリフォルニアにてサーフボード製作（シェイピング）技術をマスター。帰国後サーフボードのシェイプをしながら全国をサーフィン三昧。

### 性格
「思い立ったら即行動」を信条としていた。作業に集中すると周りが見えなくなるとも自己分析していた。

### 略歴
- 1948年（昭和23年）3月13日 神奈川県茅ヶ崎市に生まれる。茅ヶ崎市西浜小学校卒
- 鎌倉学園中学（バスケ部キャプテン）3年生ベニヤ板と木製竜骨組空洞サーフボード自作、サーフィンを始める。
- 鎌倉学園高校（バスケ部キャプテン）卒業。しかし大学受験失敗、浪人中サーフィンにはまってしまう。
- 拓殖大学に推薦入学するも半年で中退。米国カリフォルニアに渡り、サーフィン体験学習人生が始まる。
- 米国にてサーフボード製作技術をマスター。帰国後サーフボードのシェイプをしながら全国をサーフィン三昧。
- 1969年　第4回全日本サーフィン選手権大会優勝[1]。
- 1970年　冬のカリフォルニアでシェイパーをしながらサーフィントレーニング。5月にハワイチームと合流しオーストラリアの世界選手権へ。同年、世界初のプロ・アマサーフィン選手権が冬のハワイで開催。日本人初のプロ招待選手として出場。
- 1971年　コスミックサーフボード（サーフライダース社）を創設。
- 1976年　全日本プロサーフィン選手権初代チャンピオン[2]。

その後1979年まで国内のコンテストで優勝入賞多数。
サーフィン海外体験を一般誌（平凡パンチ、週刊プレイボーイ等）、サーフィン専門誌に寄稿。サーフィンカメラマンとしても活動。
- 2022年3月18日4時24分、死去。74歳没。子息がFacebookで公表した。前年8月に胃がんが判明し、抗がん剤による治療を受けたが効果が見られなかったため、緩和ケアを受けていたという[3]。

### プロサーファー引退
- 1980年 プロサーフィン競技活動から引退。サーフィンをはじめマリン・ビーチスポーツのDJ  「海」「海岸」全体のプロデュース&プロモーション活動に入る。
- サーフィンワールド誌の編集長。兼一般雑誌フリー記者（POPEYE・Fine等）&カメラマンとして活動。
- 1981年 丸井プロサーフィン世界選手権大会をプロデュース。世界ルール改正、競技解説、イベントDJも兼務
- 1982年 A.S.P.（アソシエーション.サーフィン.プロフェッショナルズ世界プロサーフィン運営組織）理事に就任。   世界をまわるプロサーフィンツアーのメディア担当として、世界中のビーチを取材活動する。

サーフィンだけでなく世界の海岸の様々な環境や、世界のビーチ&リゾートの見聞を広める。
- 1983年 フジTV『オールナイトフジ』サーフィンコーナーレギュラー出演。   ウインドサーフィン世界大会『サムタイムワールドカップ』のイベントディレクター・コンテストD.J .
- 1985年 FMヨコハマ『MARUI 24CLUB』、ニッポン放送『ハートのイグニッション』レギュラー出演。
- 1986年 日本初のスノーボードプロジェクト『チーム・スノーボーディング』を組織し、新しいスノー   スポーツウエアやグッズの開発。そして閉鎖的であったスキー場へのスノーボード解放の活動を開始。
- 1988年 相模湾の新しい海岸利用など『神奈川県なぎさシンポジウム』パネリストとして参加。
- 1989年 運輸省『ビーチ・マリン研究委員会』 委員就任
- 1990年 神奈川県主催新しい海の創生『サーフ '90』平塚コア会場担当プロデューサー。   カリフォルニアをモデルに、新しい海岸文化を創造する多目的利用海岸「ビーチスタジアム」を提案。『サーフ '90』閉会後、平塚J.C.とともにサーフ'90平塚会場ボードウオーク施設の存続運動を展開。

## ドジ井坂の由来
- 1969年 全日本サーフィン選手権に優勝。 日本初代表として、メキシコで開催予定の世界選手権へ赴いた。ところが、 メキシコ・エンセナダに到着すると、大会はキャンセルになり、翌年の5月に延期されオーストラリアで開催することになったと言われた。日本には帰れず、領事館の協力を受け滞在延期査証発給をうけ、サーフボード製作で資金を貯めて延期された大会を待つことになった。
- この顛末記が、USサーフィン誌に『ドジをした日本のチャンプ』という記事で紹介され、アメリカ本土やハワイのサーファー仲間から 「Doji」の ニックネームで呼ばれるようになった。
- 1970年、待ちに待ったオーストラリアでの世界選手権となったが、そこでのテレビ生出演でオージー英語がよく分からず、質問と違う返答をする大ドジを披露してしまい、オーストラリアと、テレビを見た世界中のサーファーに『Doji』と呼ばれるようになった。
- 同年、世界初のプロ・アマサーフィン選手権が冬のハワイで開催。井坂は日本人初のプロ招待選手として出場。ギャラとして受け取った小切手の宛名は『Doji Isaka』となっていた。パスポートにはドジの記載が無いため、自己証明が出来ず換金できなかった。結局ハワイの新聞に掲載されていた写真入り記事でドジの名を証明。サーフィン界では「ドジ」は正式なミドルネームとして扱われるようになった。

## 新しい海岸利用のプロデュース
- 1990年 JALオーストラリア キャンペーン「JAL AUSSIE BEACH CLUB」企画運営プロデュース。カンガルーコアラに代わるオーストラリアのキャラクターにライフセーバーを登用した現地施策
- JAL沖縄キャンペーンのJAL オクマリゾートにて「JAL WIND CLUB」を企画プロデュース。
- 1991年 サーフ'90から存続によって残ったボードウオークを通年利用施設『ひらつかビーチパーク』としてプロデュース。サーフィン、ウインドサーフィン、カタマランヨット、スキムボード等の海遊び、ビーチバレー、ビーチサッカー、ビーチドッジボール等ビーチ遊びの総称を「ビーチスポーツ」を呼称。多様な海遊びを皆で楽しむコミュニティ&ボランティア活動を展開。その後この活動が全国規模に発展する。
- 1992年 日本初の海を通年楽しむコミュニティボランティア組織『ひらつかビーチクラブ』を設立。相談役就任
- 1994年 TVKテレビ『おしゃべりトマト』 火曜日のコメンテーターとしてレギュラー出演。
- ウインドサーフィン廃材ボードを活用したカヤック遊びを提唱、TV朝日『トゥナイト2』BE-PAL「話題鍋」に掲載。
- ルアーフィッシングビデオ『シーバス釣り教室』出演。ルアーフィッシャーマンとしても活動。
- 1996年 海岸通年利用のひらつかビーチクラブ活動により、日本初の通年利用施設「ひらつかビーチセンター」開設。
- 「ひらつかビーチカーニバル」（7月20日〜8月31日）プロデューサー。
- ひらつかビーチパークにスケートボードランページ導入し、米国からプロスケートボーダーを招聘イベントを展開
- 1999年 FMヨコハマ 宇治田みのるJ-PHONE 海をマルチに遊ぶ「ビーチ&サーフィンスクール」企画運営プロデュース
- FMヨコハマ「RISE」（土曜日） 湘南ビーチ情報レギュラーレポーター。
- JAL「リゾッチャ」キャンペーン ハワイ・オーストラリア現地企画担当。初心者が名門ゴルフコースデビューできる「リゾッチャ・ゴルフ・トライアル」はじめ「シェフス・テーブル」（ハレクラニホテル）等遊び企画実施運営
- 株式会社コーストガード専務取締役 ジョン・レノン的子育を理由に辞任。地元茅ヶ崎の海に戻る
- この頃から「海」全体をコーディネートする「海おやじ」としてマルチに活動。
- 2000年 茅ヶ崎に「どじ・いさか事務所」開設。
- FMヨコハマ「WE LOVE SHONAN」キャンペーンを湘南全域に展開。スーパーバイザー就任単なるビーチクリーンキャンペーンでなく、海岸の現状を来て見て知ってもらうための「ビーチコーミング」を提唱。「湘南をもっときれいに!もっと楽しく!」モットーに、砂浜でいろいろな遊びを体験する活動を展開。
- 2001年 国土交通省港湾局 新たな海辺の文化創造研究会の「ビーチスポーツ研究会」委員。
- 2003年「ビーチスポーツ研究会」の提言から国土交通省港湾局の協力を得て「全国におけるビーチクラブ形成に 向けたビーチクラブ社会実験」イベントを江ノ島片瀬海岸にて（6,9,10,11月）実施。
- 江ノ島水族館の夜の遊び方提案「夜は大人の水族館」くらげフロアでライブコンサート（ジェリーフィッシュパーティ）などの海の体験イベントをプロデュース。
- 女性を中心にホテルに集合し遊漁船でフィッシングを楽しみ、ホテルに戻りシャワー着替え後、レストランシェフのおまかせ料理を楽しむ「レディースルアーフィッシング&グルメ」を開催好評を得る。
- 2004年 ビーチクラブ全国ネットワーク」事務局設立。ビーチクラブ全国展開がスタート。 事務局長就任
- 1月「江ノ島ビーチクラブ」を設立。同年4月に逗子ビーチクラブ設立。
- サーフィンの練習キット「ドジ・イサカのサーフィン修理工場」を制作販売。楽天サーフィン部門販売No,1に。
- 2005年 4月 千葉県鴨川市に「鴨川ビーチクラブ」設立。海辺を故郷と呼べる環境づくり活動開始。
- 日テレ ナイナイサイズ（土曜日）の番組「岡村君の真冬のサーフィン!」講師として出演。
- 2006年 2月徳島県阿南市に「阿南ビーチクラブ」大田区羽田に「羽田ビーチクラブ」設立。
- サーフィンの練習キットがテレビ東京のワールドビジネスサテライト、アドマチック天国で紹介される。
- 2007年 2月静岡県湖西市に「湖西ビーチクラブ」4月千葉市稲毛区に「稲毛ビーチクラブ」設立
- 2008年 4月福井県おおい町に「おおいビーチクラブ」設立
- 2009年 1月豊橋市（小島海岸）「豊橋ビーチクラブ」、5月神奈川県藤沢江ノ島東浜に「江ノ島東ビーチクラブ」、 10月茅ヶ崎市に「茅ヶ崎ビーチクラブ」設立。テレビ東京系「アドマチック天国」の大森・羽田特集にて「羽田ビーチクラブ」の活動を紹介 雑誌「こども天然生活」5月号で「逗子ビーチクラブ」の活動を紹介される。神奈川新聞に茅ヶ崎平和学園のビーチクラブ海体験授業の活動が湘南版に写真掲載
- 2010年 ジャパン・インターナショナル・ボートショーにて4日間「ビーチクラブ活動デモ」好評を博す。9月静岡県下田市に「下田ビーチクラブ」、10月伊東市に「伊東ビーチクラブ」NHKラジオ第一「ふるさと元気力」にて「都会の海をもっと身近に」羽田ビーチクラブの活動を紹介。子供WAlkerに「逗子ビーチクラブ」と全国ネットワークの紹介
- 2016年 神奈川県シープロジェクト プロデューサー就任

## Physical Sense Training フィジカルセンス・トレーニング
- バリアフリーのどこも平らでバランスが悪くても生活出来る「都会型生活環境」が人間の本来の能力を退化させているのではないか。
- 本来人間が持っている「バランス能力や姿勢の悪さ」が無駄な筋肉を動かし、基礎体力や運動能力が低下しているのではないか。
- これまでのウェイトトレーニングを、このバランスの悪い、姿勢の悪い状態で行っても効果はあるのか。

と疑問に感じたことを発端に、本来の人間の持つバランスや高度な動作姿勢を見直し、身体のバランスを整えてから、必要最低の筋力を効率良く動かす「フィジカル（動作）センス（感覚）」をトレーニングする方法を「フィジカルセンストレーニング」として2009年に提唱。人間の筋力で自然の力に立ち向かうのはナンセンスであるとして、井坂独自のサーフィン指導方法として確立を目指した。

## Beach Therapy　ビーチセラピー
日本の海岸の長さは世界の6位（国の海岸線の長さ順リスト）でありながら、一般の海岸の利活用は、欧米の産業革命の劣悪な労働環境からのリクリエーション活動として始まった海水浴が今も旧態依然として受け継がれている。大自然は凄まじい力を持っている。それは自然の驚異であり、ある人にとってそれに立ち向かうチャレンジでもあった。
海の波は台風や津波などの災害の要因と恐れられるが、平穏な日常の波の揺れる動き、そして崩波する白い波や波音には癒やされる人も多い。ビーチには様々な自然のエネルギーが満ちあふれている。ビーチの風を感じる、そして風を楽しむプログラムを「ウインドセラピー」。ビーチの砂の柔らかい感触、その柔らかい砂の上を楽しむ「サンドセラピー」。小さな波でもその力を感じて楽しむプログラムを「サーフセラピー」。海の揺れに身体を任せてリラクックスすれば自然のストレッチになる「ウオーターセラピー」。
このビーチのセラピー要素をBeach therapy として2012年10月に提唱。
2013年下田市の健康増進プログラムとしてシニアへ体操と海体験、80代の高齢者にもサーフィン体験をしてもらうことを提唱した。
2014年千葉県商工労働部観光企画課 「砂浜の新たな利活用に関する研究会 」にて「ビーチセラピー」を提案。
2015年千葉県鴨川市にてビーチクラブの活動にシニア向けのビーチセラピーを年間プログラムとして実施した。
整体師、マッサージ師、ヨガインストラクターらと海のスポーツとリラクゼーション&セラピーを合体させた「ビーチセラピー」も提唱。

## Earth Sports  アーススポーツ  高度に進化した用具を操作して人が地球のエネルギーを楽しむスポーツを世界へ提唱
サーフィンをはじめとする海のスポーツの指導の歴史は、20世紀初期の木製の重たい用具の時代から、用具の進化や運動解析技術の向上によって、力を入れなくても用具の操作が可能な時代になり、力による操作は不要になった。ビーチクラブの年間活動を通じて、様々な地球エネルギーの風（Aerodynamics）そこから発生する波など水の動き（Hydraulics）そして重力（Gravity）を利用するための理論や、用具の操作方法を事前に学習出来れば、そのバランス操作で誰でも楽しめるスポーツであることを実証する活動を始め21世紀型スポーツ Earth Sports と2017年4月より提唱。この身体バランスによる用具の操作方法は、身体の動きに共通したメソッドがあることを発見し、アーススポーツメソッドとして2017年11月に提唱。

## 海岸学　海岸の自然環境と利活用のノウハウ＆情報収集活動の提唱
海といってもその多くは海洋の土木や動植物の学問、陸と海との大切な接点として存在している地球の自然「海岸」をないがしろにしてきた日本。
海との付き合いを陸と海洋のせめぎ合いのコンクリート構造物で覆ってしまった日本。
人々が海と接するところは「海岸」である。しかし、その人と自然の海との関係を考えるに、まず海と接する「海岸」からの学問の必要性を訴え、東日本大震災を機に海岸の大切を広く皆で学ぶためのテーマとして「海岸学」を 2011年5月から提唱。
ビーチクラブの毎月の活動から少しずつ実践をはじめた。
今後は資金が集まれば、海の各界の専門家を前いて、それぞれの活動をデータ化している。

## 新しいフィールドのプロデュース
- 1988年 日本初の国際スノーボード大会プロデュース。（妙高高原パノラマスキー場）アウトドア誌 BE-PAL（1月号）新しいスノーシューの特集「雪山遊び」企画コーディネート。（旧来の日本型単種目のスキー場から、雪山全域を活用する多目的利用の 『スノーリゾート構想』を提唱）
- 1991年 JAL ニュージーランドキャンペーン ヘリスキーの一般的な楽しみ方を紹介するVTR 制作。
- 1992年 スノーボード世界大会『セーラム スポーツ パラダイス ワールド スノーボーディング』ディレクター。
- 1993年 JAL北海道キャンペーン、誰もが気軽に参加できる初心者イントラを育成『スノーボード無料体験』を   北海道主要6リゾート（キロロ、ルスツ、トマム、サホロ、ニセコアンヌプリ、札幌国際）の企画運営プロデュース。毎年約5,000人が体験参加し、全国のスノーリゾートでのスノーボード全面解禁がはじまる
- 東京FM『エモーショナル・ビート』（毎週月〜木）の雪山情報のコーナーのレポート。スキーやスノーボードだけじゃない、新しい雪山遊びの提案を行う。
- 1996年 北海道アルファリゾート・トマムのオールシーズンを楽しむアウトドア企画T-DOCのプランナー   スノーシューなど冬山の新しい雪遊びを提唱。
- セーラムワールドカップ スノーボード選手権（TV東京特別番組）D.J.解説者として出演
- アルファリゾート・トマム（北海道）にてスキー場のゲレンデコース外を、ガイドの案内で滑走する「オフピステツアー」を本格運営。TV朝日系『トゥナイトII』にて紹介。
- JALニュージーランド ヘリスキー&スノボプロモーションVTR制作 ヘリスキーの普及に貢献。

## 主な職種
- ビーチ&アウトドア全般の遊びのソフト企画プロデュース。
- 各種事業コンサルティング フリージャーナリスト
- カメラマン（雑誌への執筆活動・写真提供）
- パーソナリティー（TV、ラジオ、シンポジウム等、海と山の遊びをテーマに）
- ビーチスポーツインストラクター
- フィジカルセンス・トレーニング指導師
- ビーチセラピスト
- 広告企画制作
- 映像制作
- スポーツ用具開発製造販売
- スクール&レンタル事業

このほか、海のことならなんでも職種にしてしまう海おやじを自称。

## 生前の活動と肩書き
『海おやじ』『山おやじ』

ビーチ・マリンスポーツ評論家を改め『 海おやじ 』 既存の種目ジャンルにとらわれず、海や山アウトドア全般に遊びやレジャースポーツをテーマに 活動するため、わかりやすい表記として、海では「海おやじ」を、山では『 山おやじ 』を自称。

昔どこの街にも必ずいた世話好き、お祭り好きのおっさん、海の様々なコーディネータをイメー ジしているとのこと。

## 主なメディア出演

### テレビ・ラジオ番組
- オールナイトフジ（フジテレビ、1984-1986年）
- オールナイトフジ延長戦（フジテレビ、1988年）
- TVグラフィックおしゃべりトマト（テレビ神奈川、1992年頃）
- We Love Shonan （FNヨコハマ　2003年頃）
- The Burn（FNヨコハマ　2008年から）
- 雑居ビルの奥のおく～カンダダの迷宮～（NHK総合、2019年8月6日）

## 著書
- 『TRY IT；SURFING』 オーシャンライフ社、1978年、ISBN 978-4415011622
- 『サーフィン―基礎テクニックと楽しみ方』 成美堂出版、1986年、ISBN 978-4415011622
- 『観光リゾート開発 戦略データファイル マリンスポーツ部門』 第1法規出版、1987年、ISBN 978-4474612907
- 『ドジ井坂のサーフィング・クリニック -サーフィングを科学する〈基本編〉』 マリン企画、1986年、ISBN 978-4895123280
- 『サーフィングを科学する (ドジ井坂のサーフィング・クリニック)』 マリン企画、1988年、ISBN 978-4895123136
- 『海洋性レクリエーションの形態による分類』 日本港湾協会 [編]、1989年
- 『サーフィン : 基礎テクニックと楽しみ方』 成美堂出版、1990年、ISBN 4415012663
- 『ドジ井坂のサーフィング・クリニック -サーフィングを科学する〈基本編〉改訂版』 マリン企画、1993年、ISBN 978-4895123280
- 『ドジ井坂のサーフィング・クリニック -サーフィングを科学する〈テクニック編〉』 マリン企画、1993年、ISBN 978-4895123266
- 『ドジ井坂のサーフィン・スクール 最新メソッドによるベーシックテクニック解説書 基本編』 マリン企画、2004年、ISBN 978-4895124430
- 『家族で楽しむドジ井坂の海遊びの学校 : 海と風と波と砂浜遊びの参考書』 マリン企画、2006年、ISBN 978-4895124676
- 『ドジ井坂のサーフィンが上手くなりたい! : テイクオフ 波に乗るヒント DVD 付』 マリン企画、2007年、ISBN 978-4895124799
- 『子どもの運動能力を開花させる ダイナミックバランスの魔法』 マリン企画、2019年、ISBN 978-4847098260
- 『ビーチスポーツカタログ』 日の出出版